# Capo degli insetti
Il capo è la prima regione morfologica del corpo degli Insetti. È composta dai primi sei somiti che si fondono in una struttura in cui si perde l'originaria metameria. Raramente si suddivide in più parti fra loro articolate.

## Morfologia

### Aspetto generale
Nella sua fisionomia generale, il capo si presenta come una regione ben distinta dal resto del corpo; è spesso separato dal torace da un anello membranoso detto collo, talvolta è seminascosto da un'espansione del pronoto. Assume la conformazione di una capsula, di varia forma, che reca due aperture: quella anteriore è l'apertura boccale, delimitata dal peristoma, quella posteriore è il foro occipitale, attraverso il quale l'interno del capo comunica con il torace. La posizione relativa delle due aperture può variare secondo il gruppo sistematico.
Nella sua conformazione tipica presenta nella zona dorsale un paio di antenne, due occhi composti e, in genere, tre ocelli. Nella zona ventrale sono inseriti invece le appendici dell'apparato boccale, dette genericamente gnatiti.
Secondo le teorie attualmente più accreditate, il capo deriva dalla fusione dei primi sei segmenti postorali e si suddivide in due parti non bene distinte fra loro: i primi tre somiti formano il procefalo, i successivi tre lo gnatocefalo. Da questi ultimi si differenzierebbero le appendici boccali.

### Sottoregioni

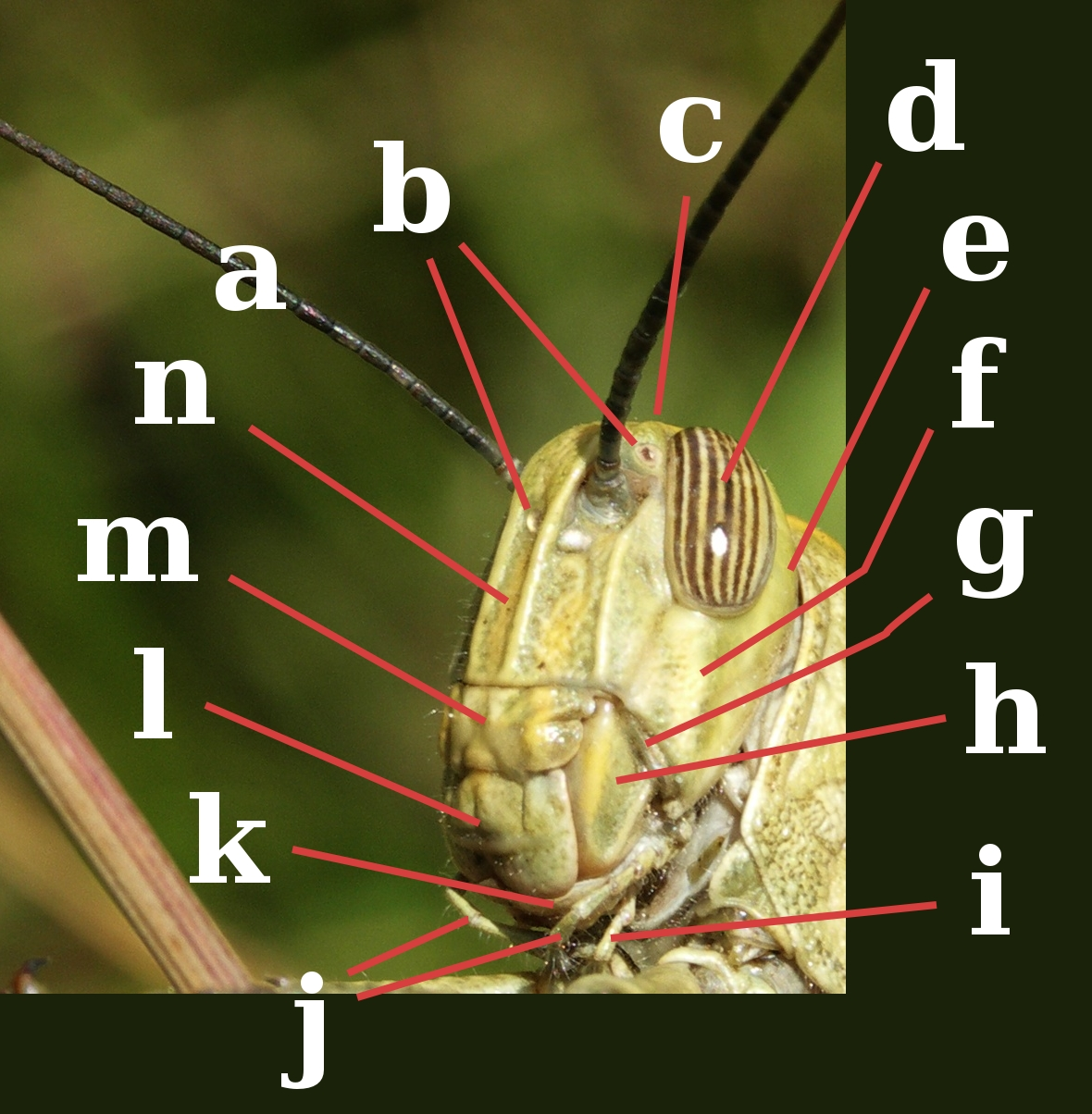
Capo di Ortottero.
a: antenna; b: ocelli; c: vertice; d: occhio composto; e: occipite; f: gena o guancia; g: pleurostoma; h: mandibola; i: palpo labiale; j: palpi mascellari; k: mascella; l: labbro superiore o labrum; m: clipeo; n: fronte

La posizione delle appendici e l'eventuale presenza di linee di sutura permettono di individuare delle sottoregioni, più o meno delineate, utili in molti casi per la descrizione morfologica ai fini della determinazione tassonomica:
Il labbro superiore, o labrum, deriva dal primo somite cefalico, perciò è considerato la prima regione morfologica, indipendentemente dalla posizione. È articolato con il suo lato caudale (apparentemente superiore secondo l'orientamento del capo) con il clipeo, da cui è in genere distinto dalla sutura clipeo-labrale. A rigore va distinto dall'apparato boccale, ma nella maggior parte degli Insetti concorre alla sua funzionalità, oltre a delimitare l'apertura boccale. La faccia dorsale è sclerificata, mentre quella ventrale, rivolta verso cavità orale, è rivestita da una membrana che si estende fino alla faringe.
Il clipeo è una regione a sviluppo approssimativamente quadrangolare, derivato dal secondo somite cefalico. È delimitato anteriormente dal solco clipeo-labrale e posteriormente dalla sutura clipeo-frontale, che lo separano rispettivamente dal labbro superiore e dalla fronte.
La fronte è derivata da una parte del terzo somite cefalico; è una regione che sormonta il clipeo, di forma approssimativamente triangolare, delimitata anteriormente dal solco clipeo-frontale e caudalmente (lateralmente secondo la conformazione e la posizione del capo) da due linee di sutura che convergono posteriormente. Quando è presente può contenere l'ocello impari e, in alcuni gruppi sistematici, l'inserzione delle antenne. Confina lateralmente con le gene, caudalmente con il vertice.
La regione parietale è un'area pari e simmetrica che occupa gran parte della faccia laterale del capo. In esso sono presenti due o tre ocelli (quando l'insetto ne è provvisto), i due occhi composti e, spesso, l'inserzione delle antenne. Vi si possono individuare più regioni fra cui quelle più estese sono rispettivamente il vertice e le gene. Il vertice è una regione impari in cui s'incontrano i parietali; corrisponde alla sommità del capo ed è compresa fra gli occhi composti, la fronte e la regione occipitale. Le gene o guance sono invece due regioni simmetriche che si estendono sulle due facce laterali fra l'occhio composto, l'apparato boccale, la fronte e la regione occipitale. Dietro l'occhio composto può estendersi, infine, la tempia che collega la gena al vertice.

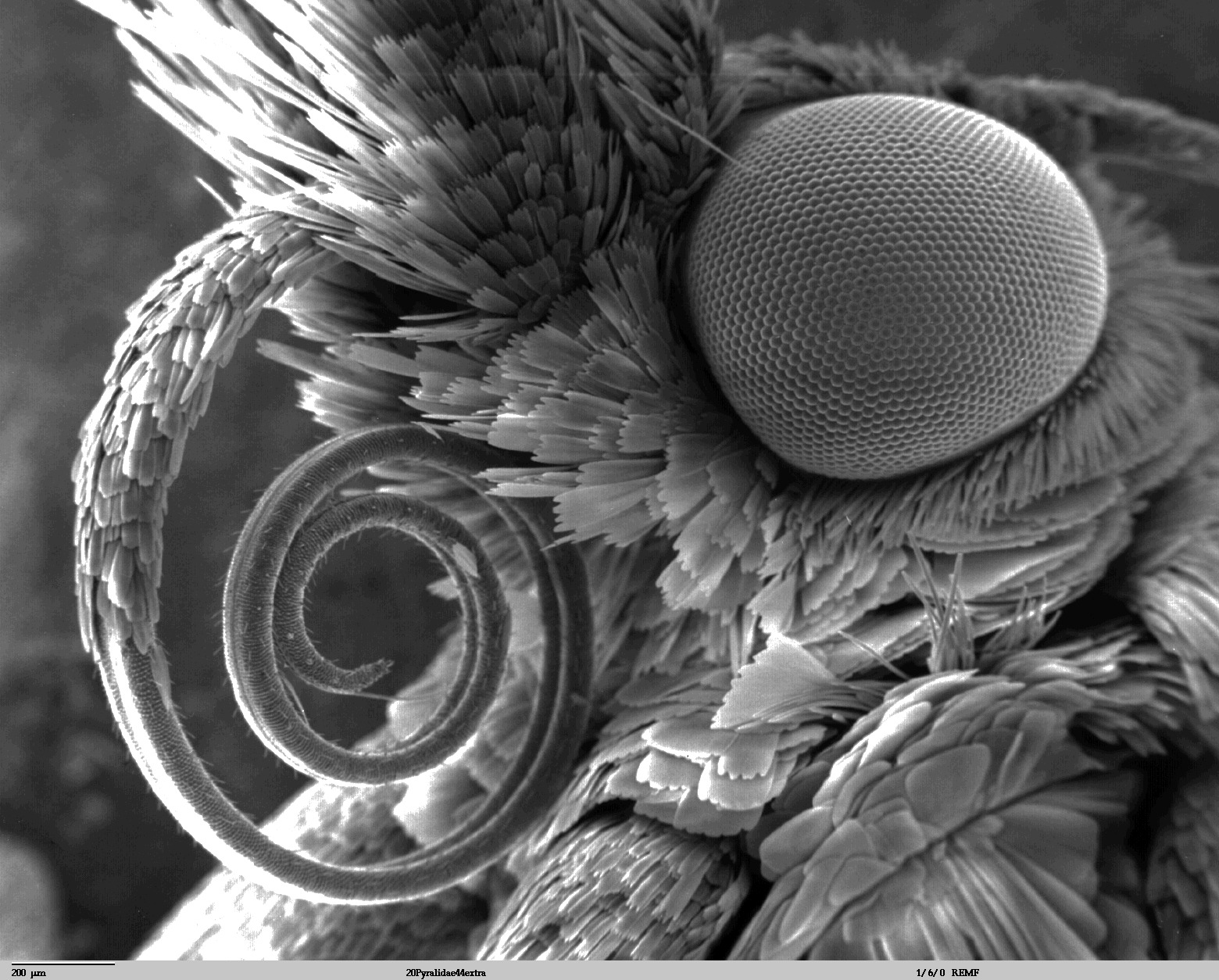
Capo di Lepidottero al microscopio a scansione. Sono bene evidenti l'occhio composto (a destra), la parte prossimale delle antenne (in alto a sinistra) e l'apparato boccale succhiante (a sinistra).

La regione occipitale rappresenta la parte posteriore del capo ed è delimitata anteriormente dalla sutura occipitale, che la separa dalla regione parietale, e posteriormente dal collo, una regione membranosa che la separa dal torace. Posteriormente può essere presente una sutura postoccipitale, che divide la regione occipitale in due parti, l'occipite e il postoccipite. Questa regione differenzia lateralmente un condilo occipitale, sul quale si articolano gli scleriti cervicali.
La gola è una regione sclerificata ventrale, posta subito dopo il labbro inferiore, non sempre presente e di origine complessa. In alcuni insetti si fonde con la parte basale del labbro inferiore (postlabio) formando una regione detta gulamentum.
Il peristoma è il margine dell'apertura boccale, sul quale si inseriscono le appendici boccali. Si suddivide in quattro tratti, di cui i due intermedi, laterali, sono pari e simmetrici: il tratto anteriore, compreso fra i condili dorsali delle mandibole, è detto epistoma e corrisponde al margine inferiore del clipeo, sul quale si inserisce il labbro superiore; i due laterali, compresi fra il condilo dorsale e il condilo ventrale delle mandibole, prendono il nome di pleurostoma; il tratto posteriore, compreso fra i condili ventrali delle mandibole, prende il nome di ipostoma e su esso si articolano i cardini delle mascelle e il postlabio del labbro inferiore.

### Classificazioni
Nella descrizione morfologica si fa in genere ricorso a terminologie specifiche riferite ad alcuni aspetti del capo. Il modo con cui il capo si articola al torace influisce su particolari conformazioni che vanno interpretate in relazione al resto del corpo.
In base all'articolazione in corrispondenza del collo, il capo si dice:
- libero: capo nettamente distinto dal torace;
- immerso: capo immerso nel torace;
- infero: capo posizionato sotto il protorace.

In base alla direzione che assume rispetto all'asse del corpo, al capo si attribuiscono le seguenti denominazioni:
- epignato: l'asse del capo è obliquo e l'apparato boccale è rivolto verso l'alto;
- prognato od ortognato: l'asse del capo è orizzontale e l'apparato boccale è rivolto in avanti;
- ipognato: l'asse del capo è verticale e l'apparato boccale è rivolto in basso;
- metagnato: l'asse del capo è obliquo e l'apparato boccale è rivolto verso il basso e all'indietro.

In base alle dimensioni relative del foro occipitale e alla sua posizione, il capo è detto:
- acrotremo: il foro occipitale è localizzato in posizione dorsale;
- mesotremo: il foro occipitale è localizzato in posizione mediana;
- pantotremo: il foro occipitale è molto ampio e la regione occipitale si estende su tutta la faccia posteriore del capo.

Una specifica terminologia si adotta per fare riferimento all'eventuale notevole sviluppo degli occhi: il capo si dice oloptico, quando gli occhi si estendono dorsalmente o frontalmente fino a toccarsi, oppure cicloptico quando si fondono in un unico organo che avvolge dorsalmente buona parte della capsula cranica.

## Fotorecettori

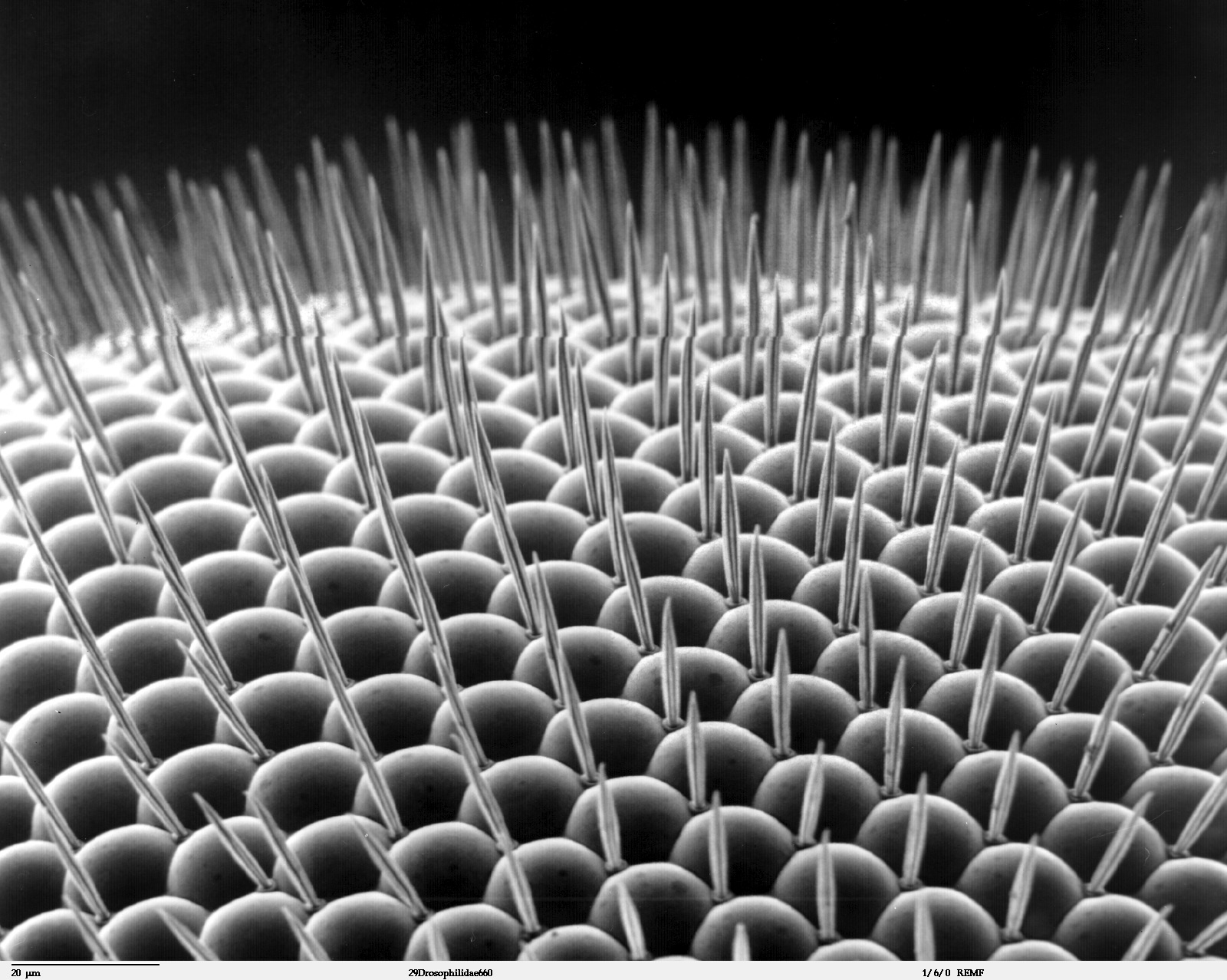
Occhio composto di Drosofila al microscopio elettronico.

I fotorecettori sono organi sensoriali che percepiscono stimoli luminosi. Sono disposti sempre nel capo.

### Ocelli
Gli ocelli sono occhi primitivi, presenti in numero di tre, meno frequentemente due, oppure assenti del tutto. Sono localizzati nella regione frontale, davanti agli occhi composti, oppure sul vertice, fra gli occhi o dietro questi. La struttura anatomica di un ocello è molto semplice, composta da una cornea, da una porzione sottostante rifrangente e dalla retinula, formata da 2-4 cellule. A differenza degli occhi composti, gli ocelli non percepiscono le immagini, bensì reagiscono all'intensità della luce e percepiscono la luce polarizzata. Questa proprietà è di fondamentale importanza per l'orientamento degli insetti, in quanto la percezione della luce polarizzata permette loro di individuare la posizione del sole anche in condizioni di nuvolosità.
Gli stemmata sono organi simili agli ocelli disposti ai lati del capo delle larve. La struttura anatomica è analoga a quella degli ommatidi degli occhi composti, perciò svolgono la funzione di percezione delle immagini.

### Occhio composto

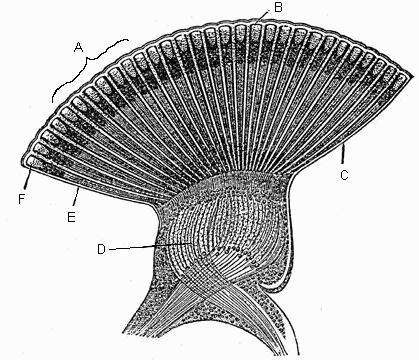
Struttura dell'occhio composto
A.: Faccette corneali; B, F: cristallini; C, E: capsula oculare; D: nervo ottico.

Gli occhi composti sono i fotorecettori più complessi, preposti alla percezione delle immagini. Hanno forma e sviluppo vario e in generale si localizzano nella parte dorso laterale del capo, talvolta fondendosi in un'unica struttura in corrispondenza del vertice. In alcuni insetti sono sostenuti da brevi processi. Strutturalmente sono composti da un insieme di unità elementari, dette ommatidi, in numero elevato, fino a diverse migliaia.
Ogni ommatide (o ommatidio) si presenta come un elemento prismatico formato dai seguenti componenti (dall'esterno all'interno): la cornea, il cristallino, la retinula. La cornea è una lente, prodotta da apposite cellule, meno spessa rispetto a quella degli ommatidi; immediatamente sotto è presente un corpo rifrangente, il cristallino, in genere composto da quattro cellule. La retinula è composta da 4-8 cellule sensoriali e da un asse centrale a forma di bastoncello, detto rabdoma, composto dalle terminazioni nervose. Nel rabdoma si concentra il recettore chimico (retinene). La struttura dell'ommatidio può variare in relazione alla genesi e alla consistenza del cristallino, al rapporto che sussiste fra cristallino e retinula, ecc. Tali differenze possono incidere più o meno sensibilmente sulla funzionalità della percezione visiva.

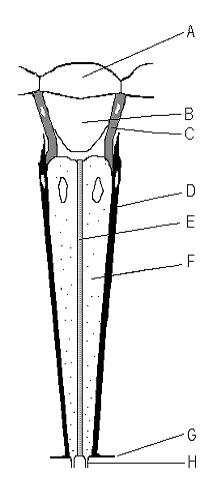
Sezione schematica di un ommatidio per apposizione. A: cornea; B: cristallino; C, D: cellule pigmentarie; E: rabdoma; F: cellula sensoriale della retinula; G: membrana basale; H: neuriti delle cellule sensoriali.

L'elemento differenziale più importante è tuttavia quello che distingue gli insetti diurni da quelli crepuscolari e notturni: negli insetti diurni ogni ommatidio è otticamente isolato da un rivestimento di cellule pigmentate (iride), mentre negli insetti notturni le cellule dell'iride isolano solo la porzione superiore dell'ommatidio. Questa differenza di struttura implica una differenza funzionale che si ripercuote sulla qualità della percezione visiva:
- Gli insetti diurni hanno una percezione per apposizione: gli ommatidi percepiscono solo i raggi paralleli al loro asse e l'immagine si compone a mosaico. Questa funzionalità permette la percezione di un'immagine nitida ma solo in condizioni di elevata luminosità.
- Gli insetti notturni hanno una percezione per superposizione: gli ommatidi percepiscono anche i raggi obliqui grazie alla continuità ottica nella parte inferiore e l'immagine si compone per sovrapposizione. Questa funzionalità permette la percezione di un'immagine sfaccettata ma in condizioni di scarsa illuminazione.

## Appendici
Le appendici presenti nel capo sono le antenne e l'apparato boccale.

### Antenne
Le antenne sono organi con una prevalente funzione sensoriale, inserite sulla regione frontale del capo sotto le suture divergenti oppure fra gli occhi composti e la fronte. Sono di vario sviluppo e forma: possono avere una lunghezza superiore a quella del corpo oppure essere più o meno ridotte, fino a scomparire del tutto nelle forme involute.
Si compongono di un numero variabile di articoli, detti antennomeri, più o meno differenziati nella forma e nello sviluppo. In generale si suole distinguere l'articolo prossimale, detto scapo, il secondo, detto pedicello, dal resto dell'antenna, che viene denominato flagello. Quando gli antennomeri distali del flagello hanno dimensioni maggiori rispetto a quelli prossimali, si distingue la parte terminale, indicandola con il nome di clava, dal resto del flagello, detto funicolo.
L'inserzione delle antenne sul capo avviene in alloggiamenti, dette toruli. Il torulo è in genere circondato da un cercine sclerificato e presenta un condilo sul quale si articola lo scapo.

### Apparato boccale

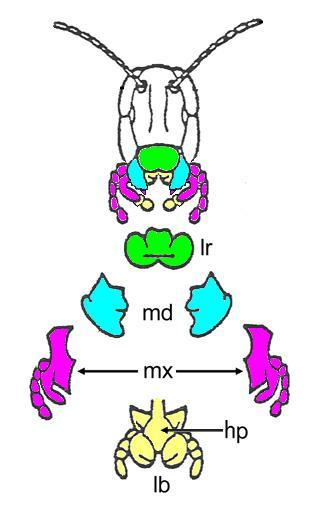
Rappresentazione schematica dell'apparato boccale masticatore
lr: labbro superiore; md: mandibole; mx: mascelle; hp: prefaringe; lb: labbro inferiore.

L'apparato boccale è composto dal labbro superiore e dagli gnatiti veri e propri. Questi ultimi sono le appendici boccali derivate dai somiti del gnatocefalo (dal 4° al 6° somite cefalico) e si distinguono, in direzione antero-posteriore, in un paio di mandibole, un paio di mascelle e un labbro inferiore. Ad essi si aggiunge la prefaringe (o ipofaringe o lingua), un processo membranoso o sclerificato che in genere resta all'interno della cavità orale, ma che in qualche gruppo sistematico può concorrere a formare l'apparato esterno. Labbro superiore e gnatiti si articolano al capo in corrispondenza del peristoma, di cui si è parlato in precedenza.
La morfologia e la struttura dell'apparato boccale possono presentare profonde modificazioni, adattate a specifiche funzioni, proprie di determinati gruppi sistematici. L'apparato boccale è perciò un utile elemento per la determinazione tassonomica a livello di ordine e, in qualche caso, di taxa inferiori. Il tipo più rappresentativo è l'apparato boccale masticatore, in genere adatto all'assunzione di alimenti solidi, sia di origine animale sia di origine vegetale. In questa sede viene descritto l'apparato boccale tipo, rimandando ad altre sedi gli approfondimenti.
Il labbro superiore si presenta in genere come un processo sclerificato di forma quadrangolare, più o meno arrotondato distalmente, articolato all'epistoma o clipeo. Internamente è rivestito da una membrana, detta epifaringe, che forma la volta palatina della cavità boccale, in continuità con la faringe. A differenza delle altre pendici, il labbro superiore deriva dalla differenziazione del I somite cefalico. Ha in genere una funzione passiva, limitata alla chiusura anteriore dell'apertura boccale, ma in alcuni Insetti può concorrere alla presa degli alimenti.
Le mandibole sono un organo pari e, in genere, simmetrico. Ogni mandibola si articola al peristoma per mezzo di due condilo, uno anteriore e uno posteriore, e ha un movimento prevalentemente trasversale rispetto all'asse cefalico. La funzione primaria è quella della masticazione, ma in alcuni insetti le mandibole possono trasformarsi in organi di difesa-offesa o, in specie predatrici, in organi raptatori. Differenze nella forma possono permettere la distinzione delle specie fitofaghe da quelle carnivore.
Le mascelle sono un organo pari e simmetrico e si articolano all'ipostoma, subito dopo le mandibole, con un solo condilo (stipite). In genere sono costituite ciascuna da un corpo biarticolato sul quale si differenziano due lobi distali e lateralmente s'inserisce un palpo mascellare, un'appendice laterale esterna, pluriarticolata. Le mascelle concorrono generalmente alla prensione dell'alimento e all'introduzione nella cavità boccale, mentre i palpi hanno funzioni principalmente sensoriali.
Il labbro inferiore o labium è un organo impari che si articola rigidamente all'ipostoma con la sua porzione prossimale e chiude posteriormente la bocca. Si compone di un corpo unico, suddiviso in genere in una porzione prossimale (postlabio) e una distale (prelabio). Differenze morfostrutturali possono tuttavia presentarsi con ulteriori divisioni. Distalmente il prelabio termina in due coppie di lobi simmetriche (glosse e paraglosse). Ai lati si articolano due palpi labiali, con funzioni analoghe a quelle dei palpi mascellari.
La bocca è suddivisa dalla prefaringe in due cavità. Quella dorsale costituisce la faringe e rappresenta l'inizio del tubo digerente, quella ventrale costituisce lo sbocco delle ghiandole salivari.

## Anatomia
Il capo è principalmente sede degli organi di senso e al suo interno trovano collocazione, principalmente, una parte dell'apparato nervoso, l'inizio dell'apparato digerente.
Oltre ai già citati fotorecettori, altri organi di senso, genericamente denominati sensilli, sono localizzati in particolare sulle antenne, sui palpi mascellari e sui palpi labiali.
L'apparato nervoso localizzato nel capo è costituito da una parte del sistema nervoso centrale (cerebro, gnatocefalo e cingolo parastomodeale), dal sistema nervoso periferico che innerva le parti del capo e da una porzione del simpatico dorsale.
L'apparato digerente è invece rappresentato dal tratto iniziale dello stomodeo (faringe e tratto iniziale dell'esofago). Nel capo trovano collocazione, inoltre, parti del sistema muscolare, circolatorio (lacunoma e tratto terminale del vaso dorsale), respiratorio e dell'apparato secretore.
Fra le strutture interne che costituiscono l'endoscheletro quella più sviluppata è il tentorio. Si tratta di una struttura sclerificata, conformata a X o a Y e composta da due bracci anteriori e due posteriori. I bracci anteriori si inseriscono in corrispondenza del peristoma, presso i margini laterali del clipeo, mentre i bracci posteriori si inseriscono sotto il foro occipitale. Dai bracci anteriori partono rispettivamente due rami dorsali che si dirigono verso l'alto senza però collegarsi al tegumento.